# Брод корњача
Брод корњача (кореј. 거북선, кабуксен) био је врста корејанског ратног брода која се користила крајем 16. века, претеча оклопњаче.

## Карактеристике
Сматра се да је изумитељ овог брода био корејски адмирал Ји Сун Син. Брод се кретао на весла, био је обложен гвозденим плочицама, а на горњем облом делу посут гвозденим шиљцима да би се онемогућио абордаж. Прамац брода био је израђен у облику змајеве главе, кроз чију су разјапљену чељуст у току битке бацане запаљиве ракете и пламен, слично грчкој ватри.
Брод корњача први пут је примењен у борби у бици у заливу Сачеон (1592), где је адмирал Ји Сун Син потопио 13 јапанских бродова, без губитака са корејске стране, а успешно је коришћен у још 10 битака до краја јапанске инвазије Кореје (1592-1598).